# Petula Clark

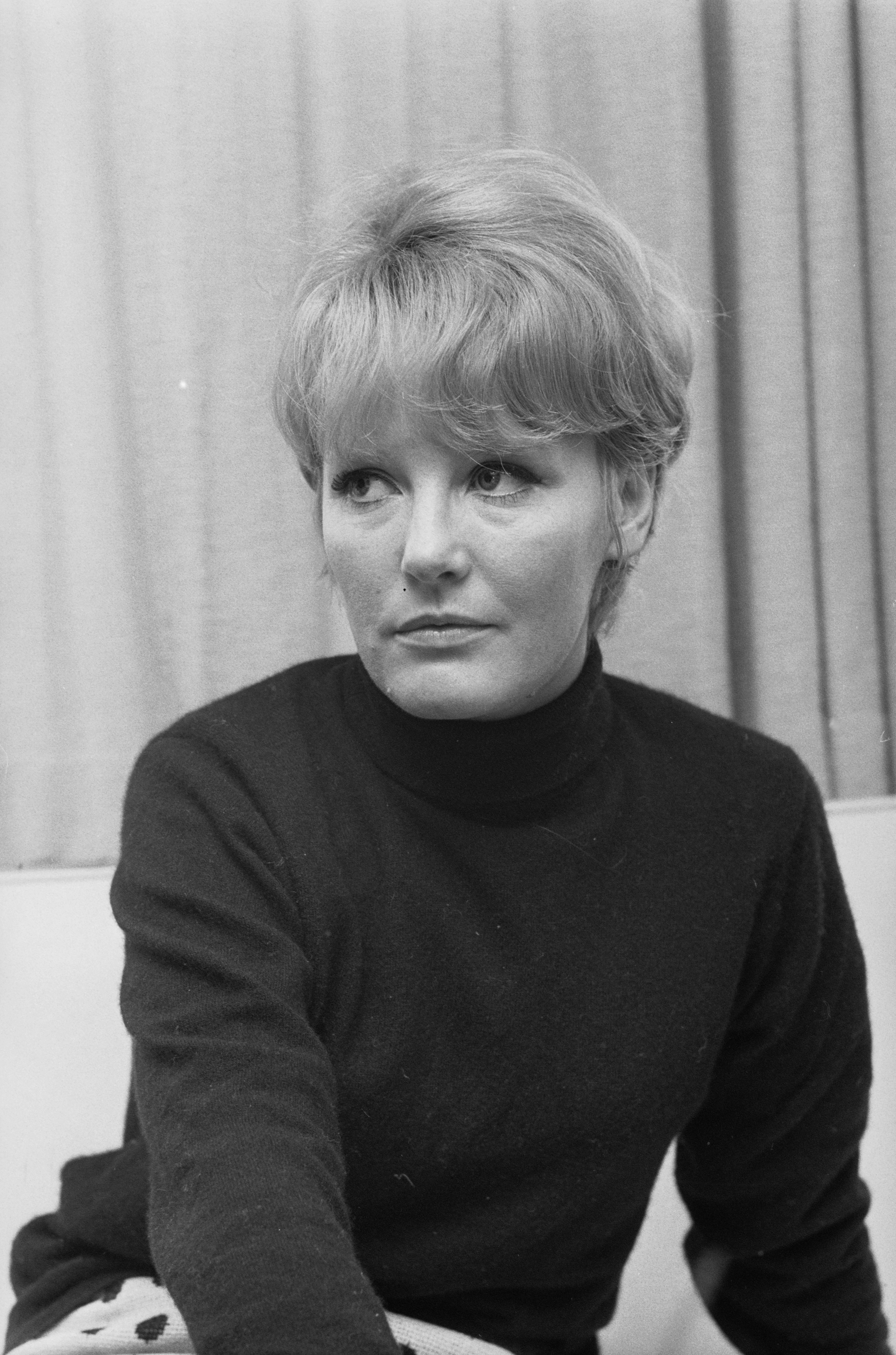
Petula Clark (1966)

Petula Clark, CBE (* 15. November 1932 in Epsom in der britischen Grafschaft Surrey als Sally Olwen Clark) ist eine britische Pop-Sängerin, Schauspielerin und Komponistin. Insbesondere in den 1950er und 1960er Jahren feierte sie als Sängerin international Erfolge, am bekanntesten vielleicht mit dem Lied Downtown. Sie ist zweifache Grammy-Preisträgerin. In den 1960er Jahren hatte sie auch mit einigen deutschsprachigen Liedern Erfolg.

## Leben und künstlerische Laufbahn
Petula Clarks Eltern waren Krankenpfleger, einer ihrer Großväter Bergmann. Die ersten Lebensjahre verbrachte sie in einfachen Verhältnissen in Abercanaid bei Merthyr Tydfil in Wales; ihre Familie bewohnte ein Feldsteinhaus ohne Strom und fließendes Wasser, mit der Toilette im Hof. In ihrem Umfeld wurde Walisisch gesprochen. Clark sang im Kirchenchor und trat erstmals als Siebenjährige im örtlichen Pub mit Gesangsdarbietungen auf. Ihren Bühnennamen, Petula, erfand ihr Vater.
Während des Zweiten Weltkriegs wohnte die Familie am Stadtrand von London. Petula Clark debütierte am 17. Oktober 1942 im Radio: Auf Initiative ihres Vaters nahm sie zusammen mit anderen Kindern an einer Hörfunksendung der BBC teil, in der sie Grüße an die Angehörigen im Feld verlas und ein Lied für einen Onkel, der im Irak diente, sang. Ihr Vortrag weckte das Interesse Vera Lynns und Michael Redgraves, die sie baten, im Dezember desselben Jahres im Queensbury All-Services Club, dem heutigen Prince Edward Theatre in London, aufzutreten. Bis Kriegsende wirkte Clark an rund 500 Konzerten mit. Mit elf Jahren wurde ihr eine eigene Radiosendung anvertraut, Pet’s Parlour, auf die ab 1946 regelmäßige Fernsehauftritte folgten. Mit zwölf Jahren spielte sie ihre erste Filmrolle in A Medal for the General. Bis 1950 war sie in insgesamt 20 Spielfilmen zu sehen, darunter die vierteilige Reihe über The Huggetts, eine fiktive Familie, deren kleine Tochter sie darstellte. Clark wurde zum britischen Kinderstar („Britain's Shirley Temple“). Gelegentlich trat sie mit Julie Andrews auf.
Im Jahr 1949 begann Clark Schallplatten zu veröffentlichen. Ihre erste Platte, eine Coverversion des Teresa-Brewers-Titels Music, Music, Music, erschien in Australien. 1950 erhielt sie von der britischen Plattenfirma Polygon Records, aus der später Pye Records hervorging, einen Plattenvertrag. Mit Where Did My Snowman Go? (Polygon P1056) kam sie 1953 erstmals in die britischen Verkauf-Charts (Platz 19). Bis 1957 gelang es ihr, dort sieben Songs zu platzieren. In diesen Jahren war sie weiterhin auf der Bühne, in Radio- und Fernsehprogrammen und im Film präsent.
Beraten von ihrem Vater, der sie bis zu ihrem 25. Lebensjahr managte, wurde Petula Clark in Großbritannien lange Zeit als kindlich wirkender braver Teenager vermarktet. Anfangs zögernd, ging sie 1957 nach Frankreich, wo sie durch französischsprachige Plattenveröffentlichungen und ein erfolgreiches Konzert im Pariser Olympia über Nacht bekannt wurde und sich von ihrem früheren Image befreite. Sie schloss einen Vertrag mit der Schallplattenfirma Disques Vogue, die dafür sorgte, dass Clark in den nächsten Jahren in den französischsprachigen Ländern mehr Hits hatte als in ihrer Heimat. Nach eigener Aussage lernte sie von den französischen Sängern einen neuen Stil der Darbietung kennen: Es komme nicht primär auf schöne Kleider und Showeffekte an, sondern auf die innere Ausstrahlung, die sich im Gesang dem Publikum mitteilt.

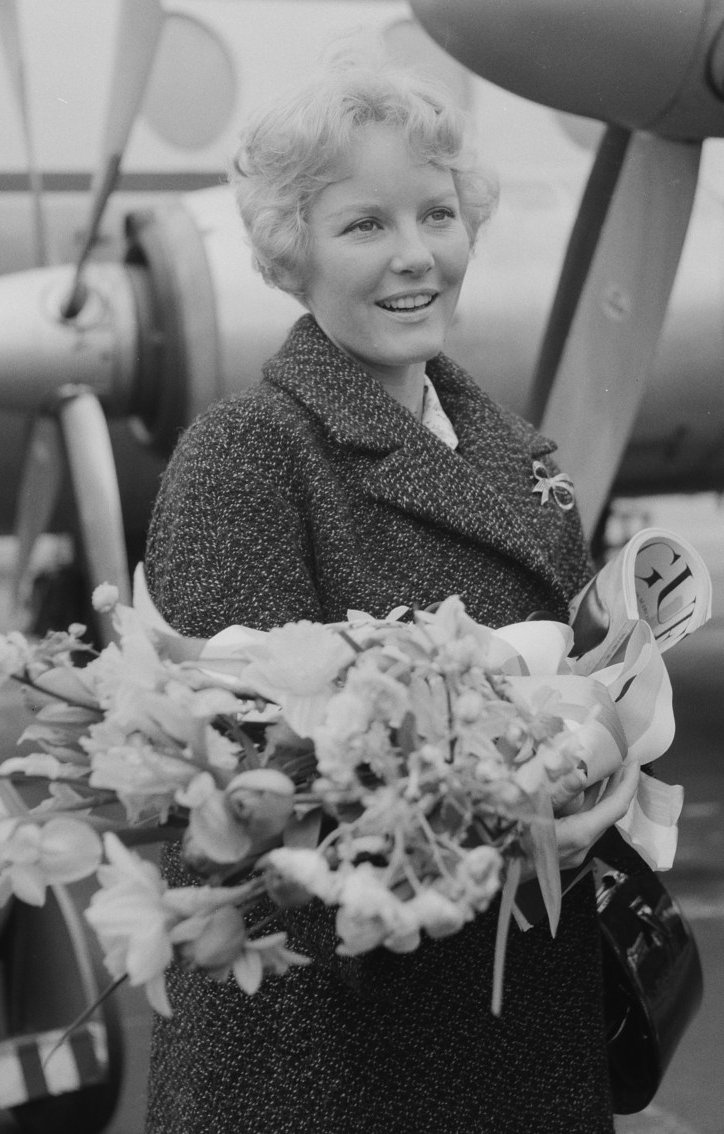
Petula Clark, 1960

Im Jahr 1960 begann Clark Schallplatten für weitere Länder zu produzieren. Den Anfang machte Deutschland, wo ihre Platten ebenfalls von Vogue herausgebracht wurden. Die erste deutsche Single, Du bist mein Anfang / St. Tropez, wurde 1960 in den Londoner Pye-Studios aufgenommen. Im Herbst 1962 wurde sie von Vogue unter der Nr. DV 14027 veröffentlicht und blieb erfolglos. Einige Wochen zuvor hatte Petula Clark bereits mit dem Lied Monsieur (DV 14006) die deutsche Hitparade erobert; der Titel erreichte Platz eins und wurde mit einer Goldenen Schallplatte ausgezeichnet. Clark veröffentlichte bis 1971 insgesamt 22 Singles in deutscher Sprache, von denen fünf unter die Top Ten kamen. Mit ähnlichem Erfolg besang sie Schallplatten in italienischer und spanischer Sprache.
1961 heiratete Petula Clark den französischen Journalisten und Presseattaché ihrer Plattenfirma Vogue, Claude Wolff. Im selben Jahr erreichte sie mit Sailor, der englischen Coverversion des deutschen Liedes Seemann (gesungen von Lolita), wieder Platz eins in Großbritannien.

Petula Clark, 1966

1964 begann Clarks Zusammenarbeit mit dem Produzenten und Songwriter Tony Hatch und damit die erfolgreichste Zeit ihrer Karriere. Bereits mit dem ersten gemeinsamen Lied, Downtown, gelang 1965 ein Welt-Hit. In Großbritannien landete er auf Platz zwei, in den US-Charts hielt er sich 16 Wochen und erreichte Platz eins. Er wurde mit einem Grammy für die beste Rock-’n’-Roll-Single ausgezeichnet. In Deutschland belegten sowohl die englische als auch eine deutsche Version Platz eins der Hitparaden.
Nach dem gelungenen Einstand in den USA, wo Warner Bros. ihre Platten veröffentlichte, kam Clark bis 1982 noch mit 22 weiteren Liedern unter die US-Top-100 und war dort oft erfolgreicher als in Großbritannien. Mit My Love gelang ihr 1966 zum zweiten Mal der Sprung an die Spitze der US-Charts. Clarks größter internationaler Erfolg wurde das von Charlie Chaplin komponierte Titellied seines letzten Films, Die Gräfin von Hongkong: Der 1967 erschienene Titel, This Is My Song (deutsche Coverversion Love – so heißt mein Song, DV 14605), wurde im Januar 1967 in Los Angeles zunächst auf Deutsch, Französisch und Italienisch aufgenommen; zuletzt folgte die englische Fassung, die sich als die kommerziell erfolgreichste erwies. In Großbritannien erreichte Clark damit zum zweiten Mal in ihrer Karriere die Platzierung auf Nummer eins.
In ihrer Wahlheimat Frankreich hatte sie zwischen 1961 und 1968 13 Top-Ten-Notierungen mit Liedern in französischer Sprache, zweimal erreichte sie Platz eins: 1969 mit C'est ma chanson (This is My Song) und zuvor, 1962, mit Chariot, einer Coverversion des gleichnamigen Instrumentalstücks von Franck Pourcel, das 1963 unter dem englischen Titel I will follow him der größte Erfolg der Sängerin Little Peggy March wurde.
Unter dem Pseudonym Al Grant arbeitete Petula Clark als Komponistin. Einige von ihr geschriebene Lieder erschienen auch in deutscher Fassung, zum Beispiel Darling verzeih (DV 14345, Original: Now That You’ve Gone), Wunderschön wie heut (DV 14561, Original: Where Did We Go Wrong) und Komm tanz mit mir (DV 14596, Original: Dance with Me).
Neben der Arbeit im Tonstudio unternahm Clark Tourneen durch Europa, Afrika und Nordamerika. In den USA trat sie in Nachtklubs und Fernsehshows auf, amerikanische Zeitungen nannten sie die „First Lady of the British Invasion“; mit Letzterem wurde der Siegeszug der britischen Popmusik in den USA seit den 1960er Jahren bezeichnet. Nachdem ihr letzter internationaler Charterfolg, This is My Song, mehr als ein Jahr zurücklag, nahm Clark 1970 in den USA die von der Kritik positiv bewertete Langspielplatte Memphis (produziert von Chips Moman) auf, 1971 folgte Warm and tender, produziert von Arif Mardin, und 1975 Blue Lady: The Nashville Sessions. Diese Produktionen stellten eine künstlerische Neuorientierung in der Karriere Clarks dar.
Ab 1968 widmete sie sich auch wieder dem Filmgeschäft und übernahm Rollen unter anderem in Finian’s Rainbow (1968) und Good Bye, Mr. Chips (1969).
In den 1970er und 1980er Jahren pausierte Clark mehrere Jahre nach der Geburt ihres dritten Kindes. Von 1981 an spielte sie während 13 Monaten Maria von Trapp in dem Musical The Sound of Music im Londoner Westend. 1993 gab sie im Musical Blood Brothers in New York ihr Debüt am Broadway. Im Londoner Westend übernahm sie 1995 die Rolle der Norma in Sunset Boulevard von Andrew Lloyd Webber (nach dem gleichnamigen Spielfilm mit Gloria Swanson) und spielte sie bis 2000 auf Tourneen in Großbritannien und den USA.
Im folgenden Jahrzehnt unternahm Clark ausgedehnte Tourneen durch die Länder der angelsächsischen Welt. 2012 erschien erstmals seit Ende der 1970er Jahre wieder ein Album mit neuen Liedern in französischer Sprache. Ein neues englischsprachiges Album, From Now On, folgte im Jahr 2016 mit einer Tournee durch Großbritannien, 2017 erschien das Album Living for Today, gefolgt von einer Tournee in den USA im November. 2018 erschien ein französisches Album in Kanada, Vu d'ici. 2019 kehrte Clark zum ersten Mal seit 20 Jahren auf eine Londoner Musicalbühne zurück, in der Rolle der Vogelfrau in Mary Poppins.

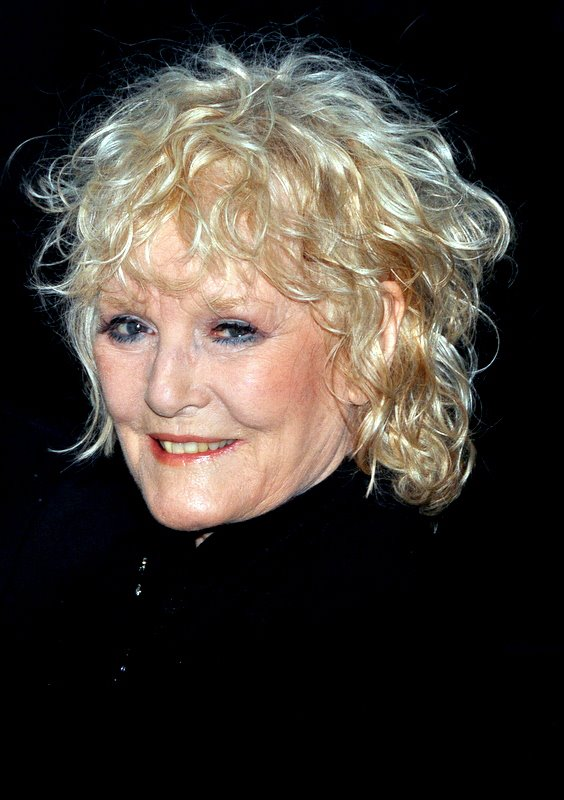
Petula Clark (2012)

1998 wurde Clark von der britischen Königin, Elisabeth II., zum Commander of the British Empire ernannt. 2012 ehrte der französische Kulturminister sie mit der Aufnahme in den Ordre des Arts et des Lettres.
Petula Clark lebt heute, nach 55 Jahren Ehe, von ihrem Mann, Claude Wolff, getrennt in Genf und London. Aus der Ehe gingen zwei Töchter, Barbara Michelle (* 1962) und Katherine Natalie (* 1963), sowie ein Sohn, Patrick (* 1972), hervor.

## Diskografie
Alben

| Jahr | Titel                                   | Höchstplatzierung, Gesamtwochen, AuszeichnungChartplatzierungen (Jahr, Titel, Platzierungen, Wochen, Auszeichnungen, Anmerkungen) | Höchstplatzierung, Gesamtwochen, AuszeichnungChartplatzierungen (Jahr, Titel, Platzierungen, Wochen, Auszeichnungen, Anmerkungen) | Anmerkungen |
| Jahr | Titel                                   | UK | US | Anmerkungen |
| ---- | --------------------------------------- | --- | --- | --- |
| 1956 | A Date With Pet                         | — | — | Erstveröffentlichung: 3. Januar 1956                                                                                            |
| 1957 | You Are My Lucky Star                   | — | — | Erstveröffentlichung: 27. September 1957                                                                                        |
| 1958 | A Musicorama                            | — | — | Erstveröffentlichung: 21. März 1958                                                                                             |
| 1962 | Rendez-vous avec Petula Clark           | — | — | Erstveröffentlichung: 15. Mai 1962                                                                                              |
| 1963 | Petula                                  | — | — | Erstveröffentlichung: 30. August 1963 deutschsprachiges Album                                                                   |
| 1964 | Downtown                                | — | US21 (36 Wo.)US | Erstveröffentlichung: 1964 |
| 1965 | I Know a Place                          | — | US42 (17 Wo.)US | Erstveröffentlichung: 14. Juli 1965                                                                                             |
| 1965 | The World’s Greatest International Hits | — | US129 (9 Wo.)US | Erstveröffentlichung: 31. Oktober 1965                                                                                          |
| 1966 | My Love                                 | — | US68 (12 Wo.)US | Erstveröffentlichung: 24. März 1966 nach dem Erfolg der Single A Sign of the Times auch unter diesem Namen wiederveröffentlicht |
| 1966 | I Couldn’t Live Without Your Love       | UK11 (10 Wo.)UK | US43 (16 Wo.)US | Erstveröffentlichung: 15. September 1966                                                                                        |
| 1967 | Hit Parade                              | UK18 (13 Wo.)UK | — | Erstveröffentlichung: 1967 |
| 1967 | Colour My World                         | UK16 (9 Wo.)UK | US49 (27 Wo.)US | Erstveröffentlichung: 3. Februar 1967 in US: Color My World / Who Am I                                                          |
| 1967 | These Are My Songs                      | UK38 (3 Wo.)UK | US27 (27 Wo.)US | Erstveröffentlichung: 30. August 1968                                                                                           |
| 1968 | The Other Man’s Grass Is Always Greener | UK37 (1 Wo.)UK | US93 (23 Wo.)US | Erstveröffentlichung: 1. Februar 1968                                                                                           |
| 1968 | Petula                                  | — | US51 (21 Wo.)US | Erstveröffentlichung: 31. Oktober 1968                                                                                          |
| 1969 | Portrait of Petula                      | — | US37 (11 Wo.)US | Erstveröffentlichung: 24. Juni 1969                                                                                             |
| 1969 | Just Pet                                | — | US176 (7 Wo.)US | Erstveröffentlichung: 13. Dezember 1969                                                                                         |
| 1970 | Memphis                                 | — | US198 (2 Wo.)US | Erstveröffentlichung: 17. Juni 1970                                                                                             |
| 1971 | Warm and Tender                         | — | US178 (3 Wo.)US | Erstveröffentlichung: 30. Januar 1971                                                                                           |
| 2013 | Lost in You                             | UK24 (2 Wo.)UK | — | Erstveröffentlichung: 22. Februar 2013                                                                                          |
| 2016 | From Now On                             | UK70 (1 Wo.)UK | — | Erstveröffentlichung: 25. Juli 2016                                                                                             |

## Filmografie (Auswahl)
- 1944: Medal for the General
- 1945: Ich weiß wohin ich gehe (I Know Where I'm Going!)
- 1946: Paradies der Liebe (London Town)
- 1948: Toto-Glück (Easy Money)
- 1948: Here Come the Huggetts
- 1949: Vote for Huggett
- 1949: The Huggetts Abroad
- 1949: Das gefährliche Alter (The Romantic Age)
- 1951: Serum 703 (White Corridors)
- 1952: Muß das sein, Fräulein (Made in Heaven)
- 1952: Der Unwiderstehliche (The Card)
- 1957: Die Dame gegenüber (That Woman Opposite)
- 1964: Frank Patton ruft Küstenwache 5-8-3 (À couteaux tirés)
- 1968: Der goldene Regenbogen (Finian's Rainbow)
- 1969: Goodbye, Mr. Chips
- 1980: Never Never Land
- 1981: Heimatlos (Sans famille; Fernseh-Miniserie)